# Xylophilus
Xylophilus es un género de bacterias gramnegativas de la familia Comamonadaceae. Actualmente sólo contiene una especie: Xylophilus ampelinus. Fue descrita en el año 1987. Su etimología hace referencia a atracción por la madera. El nombre de la especie hace referencia a la vid. Anteriormente conocida como Xanthomonas ampelina. Es aerobia y móvil por flagelo polar. Tiene un tamaño de 0,4-0,8 μm de ancho por 0,6-3,3 μm de largo, pudiendo formar células filamentosas de más de 30 μm. Crece de forma individual, en parejas o en cadenas cortas. Catalasa y oxidasa positivas. Forma colonias circulares, de color amarillo pálido. Temperatura de crecimiento entre 6-30 °C, óptima de 24 °C. Tiene un crecimiento muy lento, entre 6 y 15 días. Se ha aislado de la planta Vitis vinifera.
Esta bacteria es causante de necrosis en la vid, afectando las partes más leñosas. Se suele encontrar en las zonas del Mediterráneo y Sudáfrica, aunque también pueden darse casos en otros lugares del mundo.  